# Mike Kehoe

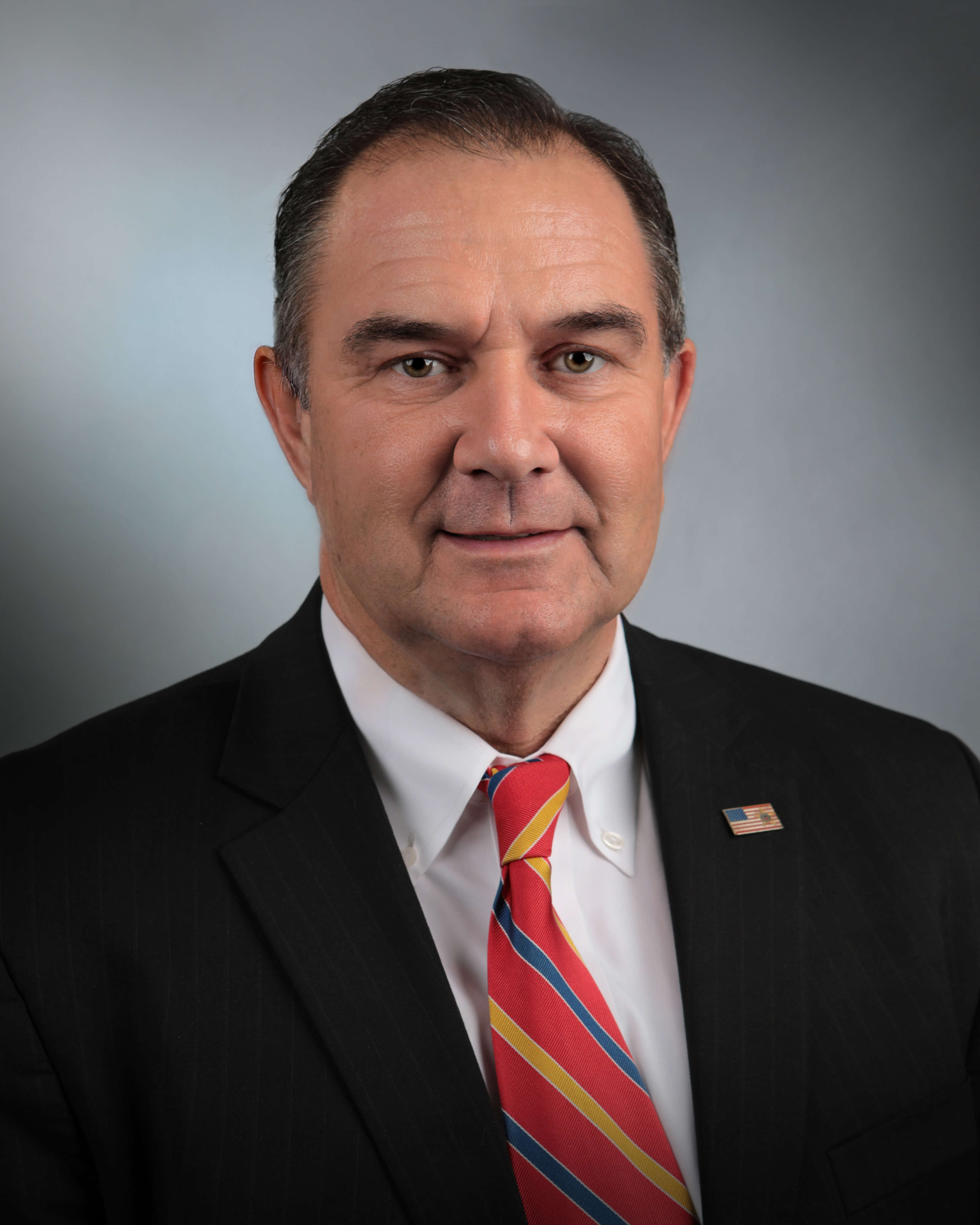
Mike Kehoe (2018)

Mike Kehoe (* 17. Januar 1962 in St. Louis, Missouri) ist ein US-amerikanischer Politiker der Republikanischen Partei. Er ist seit dem 13. Januar 2025 der 58. Gouverneur von Missouri. Zuvor hatte er seit dem 18. Juni 2018 als der 48. Vizegouverneur dieses Bundesstaates amtiert. Vom 5. Januar 2011 bis zum 18. Juni 2018 hatte er einen Sitz im Senat von Missouri inne, von 2015 bis zu seinem Ausscheiden war er Majority Leader (Vorsitzender der Mehrheitsfraktion) im Senat.

## Leben
Mike Kehoe ist das jüngste von sechs Kindern und wuchs bei seiner alleinerziehenden Mutter in der Nähe von St. Louis auf, sein Vater verließ die Familie, als Kehoe ein Jahr alt war. Kehoe war Schüler der Chaminade College Preparatory School in St. Louis. Ab 1987 arbeitete Kehoe bei Osage Industries, einem Unternehmen, das Autoteile produzierte. Nach dem Verkauf der Firma im Jahr 1992 leitete Kehoe ein Ford-Autohaus in Jefferson City, dieses verkaufte er kurz nach dem Beginn seiner politischen Karriere im Jahr 2005.
Mike Kehoe ist verheiratet und hat vier Kinder. Er ist Mitglied der Römisch-katholischen Kirche und lebt im Pulaski County. Mike Kehoe ist außerdem Mitglied der Boy Scouts of America.

## Politik
Im Jahr 2005 wurde Mike Kehoe von Matt Blunt, dem damaligen Gouverneur von Missouri, in die Missouri Highway and Transportation Commission berufen. 2010 bewarb sich Kehoe, der vorher noch nie ein politisches Amt innehatte, für einen Sitz im Senat von Missouri. In der innerparteilichen Vorwahl setzte sich Kehoe gegen drei weitere Kandidaten durch und wurde somit auch in den Senat gewählt, da er in der späteren Wahl ohne Gegenkandidaten antrat. 2014 wurde er für weitere vier Jahre bestätigt.
Am 1. Juni 2018 trat der damalige Gouverneur Eric Greitens nach einem Skandal von seinem Amt zurück, womit der damalige Vizegouverneur Mike Parson in das Amt nachrückte. Das Vizegouverneursamt war daraufhin vakant, bis Mike Kehoe am 18. Juni 2018 von Parson zum Vizegouverneur ernannt wurde. Parson gab darauf an, dass er glaube, dass die Verfassung von Missouri ihn dazu befuge, Kehoe zum Vizegouverneur befördern. Vertreter der Demokratischen Partei reichten daraufhin Klage beim Cole County Circuit Court ein, die jedoch abgewiesen wurde. Dagegen wurde beim Obersten Gerichtshof von Missouri eingelegt. Am 16. April 2019 erklärte der Oberste Gerichtshof die Ernennung von Mike Kehoe zum Vizegouverneur als rechtmäßig.
Am 26. September 2019 gab Kehoe bekannt, bei der Vizegouverneurswahl im Jahr 2020 anzutreten. Diese gewann er mit 57,1 Prozent der Stimmen gegen die Demokratin Alissia Canady. Als Gouverneur Parson vier Jahre später aufgrund einer Amtszeitbeschränkung nicht zur Wiederwahl antreten konnte, bewarb sich Kehoe um seine Nachfolge. Er gewann die republikanische Vorwahl mit einem Stimmenanteil von 39,4 Prozent und die anschließende Hauptwahl gegen die demokratische Kandidatin Crystal Quade deutlich mit 59,1 Prozent der Stimmen.